# Abatodesmus chilensis
Abatodesmus chilensis är en mångfotingart som beskrevs av Filippo Silvestri 1903. Abatodesmus chilensis ingår i släktet Abatodesmus och familjen Dalodesmidae. Inga underarter finns listade i Catalogue of Life.